# Emil Jannings
Emil Jannings, nome artístico de Theodor Friedrich Emil Janenz (Rorschach, 23 de julho de 1884 — Strobl, 2 de janeiro de 1950) foi um ator suíço e o primeiro vencedor do Óscar de Melhor Ator. Ele venceu o prêmio da Academia de 1928 por dois filmes: The Way of All Flesh (Tentação da Carne) e The Last Command (A Última Ordem). Também estrelou em The Last Laugh (A Última Gargalhada), de Friedrich Wilhelm Murnau, notável filme do cinema mudo pela falta de cartas de título, e na versão cinematográfica de Othello, de Shakespeare, de 1922.

## Biografia
Nascido em Rorschach, Suíça, de mãe alemã e pai norte-americano, Jennings, como ator de teatro, teve uma carreira promissora em Hollywood terminada quando os filmes sonoros fizeram de seu forte sotaque alemão difícil de entender. Ele voltou para a Europa, onde estrelou com Marlene Dietrich o clássico Der Blaue Engel (O Anjo Azul), filmado em inglês, simultaneamente com sua versão alemã, Der Blaue Engel.
Durante o Terceiro Reich, estrelou em muitos filmes com a pretensão de promover a filosofia nazista, particularmente, o caudilhamento (Führerprinzip): Der Herrscher (O Governante, 1937), Der Alte und der junge König - Friedrichs des Grossen Jugend (A Juventude de Frederico, o Grande, 1935) e Die Entlassung (A Demissão de Bismarck, 1942). Joseph Goebbels, Ministro da Propaganda, apelidou-o de "O Artista do Estado" em 1941. Seu envolvimento com o nazismo acabou com qualquer chance de um retorno aos Estados Unidos.
Quando as tropas aliadas entraram na Alemanha, em 1945, conta-se que Jannings tenha levado seu Óscar consigo como prova de sua antiga associação com Hollywood. Contudo, o seu papel ativo na propaganda nazista significou que ele estava proibido de trabalhar e condenou qualquer tentativa de retorno. Ele então se retirou para sua fazenda na Áustria. Muito competente em assuntos financeiros, Jannings foi um dos atores mais bem pagos de sua época.
Morreu de câncer em Strobl, Áustria, aos 65 anos de idade. Seu Óscar agora está em exibição no Filmmuseum em Berlim, Alemanha.